# Eisenbahnunfall von Cannstatt
Der Eisenbahnunfall von Cannstatt war der Frontalzusammenstoß einer Lokomotive mit einem Personenzug auf der Bahnstrecke Stuttgart-Untertürkheim–Kornwestheim am 15. November 1923. Zwölf Menschen starben.

## Ausgangslage
Eine einzelne Lokomotive – wohl eine preußische T 16.1 – befand sich auf dem Weg nach Heilbronn und fuhr dabei in den Bahnhof Untertürkheim ein. In der Gegenrichtung näherte sich der Lz 1431, der nur die 4. Klasse führte und von Kornwestheim Personenbahnhof (ab: 17:15 Uhr) nach Untertürkheim (an: 17:39 Uhr) unterwegs war. Da die einzelne Lokomotive zur Weiterfahrt nach Heilbronn das Gleis der Gegenrichtung kreuzen musste, zeigte ihr das Ausfahrsignal „Halt“.

## Unfallhergang
Der Lokomotivführer der einzelnen Lokomotive missachtete das Ausfahrsignal und geriet so auf das Gleis der Gegenrichtung. Hier legte die Lokomotive zunächst mehr als einen Kilometer zurück, ohne dass ihrem Lokomotivführer etwas auffiel. Dann begegneten sich die Züge auf Höhe des Kurparks von Cannstatt und es kam zu einem Frontalzusammenstoß.

## Folgen
Zwölf Menschen starben, 15 weitere wurden verletzt. Der Lokomotivführer wurde zu einer Gefängnisstrafe von 15 Monaten verurteilt. Das Gericht wertete es als erschwerend, dass er mehr als einen Kilometer auf dem Gleis der Gegenrichtung gefahren war, ohne etwas zu merken. Die Eignung zum Fahrdienst wurde ihm aberkannt.